# Bojan Udovič
Bojan Udovič, slovenski kolesar, * 22. julij 1957 Kranj, † 11. julij 2015.
Udovič, dolgoletni član KK Sava Kranj, je za Jugoslavijo nastopil na Poletnih olimpijskih igrah 1980 v Moskvi, kjer je nastopil v posamični kolesarski tekmi in na 100 kilometrskem kronometru, kjer je dosegel 8. mesto. Leta 1983 je osvojil naslov prvaka na državnem prvenstvu Jugoslavije v cestni dirki. Julija 2015 se je smrtno ponesrečil v prometni nesreči med kolesarjenjem po cesti med Gabrom in Trebnjem.